# 茜姬物語
《茜姬物語》，是日本的作家、村山早紀所作的日本兒童文學。繪畫由森友典子擔任。漫畫風的繪畫。

## 故事概要
森山春日，是個比其他人都有靈感，可以看見神的女孩子。有一天，搬家到風早的風早西公園，與神的見習這樣的櫻花樹的神，茜姬相遇。與茜姬在一起時，解決了許多發生的不可思議的事情，並且遇到很多人。

## 登場人物
森山春日（女）
主角。靈感比普通人還要強，可以看見普通人都看不見的東西的女孩子。最初她是，小學4年級生，在最終卷，她變成了小學6年級生。轉學來到風早，並遇見在風早西公園的神，她與茜姬的相遇，並成為朋友，並與茜姬遇到各式各樣不可思議的事情。
茜姬
櫻花樹變成的年輕的神。與春日成為朋友。已經活了500年，但是其樣子，還是小孩子般的樣子，她還只是神的見習生。一直是一個人從櫻花樹來看人類們。因為還很年輕，所以只能治療人類和獸類的傷，過了200年，變成了成人樣的神。在最終話，描寫了她200年後的樣子。
夢子
第4卷登場，擅長唱歌。有著如小鳥的聲音般的歌聲。想成為女王蘿絲般的主角，與春日和茜姬相遇。女王蘿絲的試聽，順利合格了。
遠野風彥
第3卷登場，茜姬的朋友，是鎮守森林的神。很久以前，在現在沒有的西風早的空襲中為了守護城鎮而死。但是因為在平行世界的男孩子是春日是他朋友的緣故，在個人電腦中與茜姬再次相見。很久以前，與茜姬約定變成大人後要自由的在天空飛翔，並約定要一起飛。
森山春日（男）
第3卷登場，平行世界中的男孩子。與女孩子的春日，同名同姓，臉也很相似。住在以前沒有空襲的西風早。與春日，用個人電腦認識，並與春日相遇。是遠野風彥的朋友。
鞠枝
第3卷登場，春日的奶奶的表姊妹，很久以前，在西風早的空襲時死了。在平行世界中是男孩子春日的奶奶。
梨花（女）
春日的朋友。
青空先生
第2卷登場，畫家。是個打算辭了畫家工作的人，與春日和茜姬相遇。為了給春日和茜姬她們，聖誕節的禮物，而變身成聖誕老人。
森山蘇南
第5卷登場，在未來200年後的女孩子，森山春日的子孫。與春日長得很相似，被茜姬誤以為是春日。與茜姬在風早禧公園相遇，與長大的茜姬成為朋友。
春日（男）
第5卷登場，在未來出現的男孩子，是成為作家的春日寫的茜姬物語的書迷。與森山蘇南一起與茜姬相遇，成為茜姬的朋友。

## 系列一覽
《茜姬物語 音樂盒的秘密》（アカネヒメ物語 オルゴールのひみつ）（第1卷）
聽說到了夜晚，就會有幽靈出現的這個傳聞春日與茜姬。兩個人在幽靈的背後追逐後，於是，找到了音樂盒。
《茜姬物語 夢見木馬》（アカネヒメ物語 夢見る木馬）（第2卷）
茜姬，想從聖誕節的妖怪（聖誕老人）那兒得到禮物，但是，春日說沒有聖誕老人讓茜姬很震驚···。
《茜姬物語 黃昏的約定》（アカネヒメ物語 たそがれの約束）（第3卷）
春日，得到自己的個人電腦，結果收到姓氏和名字都完全一模一樣的男孩子寄來的電子郵件。那個時候的茜姬，想起了之前死去的朋友。
《茜姬物語 春色的音樂劇》（アカネヒメ物語 春色のミュージカル）（第4卷）
與朋友說自己做的夢的事情的春日，遇到像小鳥的歌聲般唱歌的女孩子。
《茜姬物語 永遠的搖籃曲》（アカネヒメ物語 永遠の子守唄）（最終卷）
在小學畢業的春日，對茜姬說現在的想法。然而，在這個城鎮裡流行著很神祕的病。春日也感染了那個病。而春日變年老到快要死並和茜姬在一起走，不過···。

## 用語
平行世界
譬如說，春日（女）所生活的地方，有著與正面世界完全相反的世界。在春日（女）的世界，西風早（春日（男）所住的地方），並沒有空襲發生，不過，春日（男）的世界，因為沒有發生空襲，東風早（春日（女）所住的地方），在這個世界，因為空襲而遠野風彥死了，在對面的世界，因空襲而死而成為茜姬。
茜姬物語（春日寫的）
為了告訴大家茜姬的傳說，而成為作家的春日所寫的書。在未來，其子孫蘇南說，這個傳說是真實的，在書中提到的風早西公園的櫻花芽前，和茜姬相遇。
神
守護神。守護這個土地和保護國家的神祇。